# I'm American
I'm American è il dodicesimo album in studio del cantante statunitense Billy Ray Cyrus, pubblicato nel 2011.

## Tracce
1. Runway Lights – 3:44
2. We Fought Hard – 4:35
3. Keep the Light On – 4:04
4. Stripes and Stars (featuring Amy Grant) – 4:00
5. I'm American – 4:31
6. Old Army Hat – 4:04
7. Nineteen – 3:18
8. Some Gave All (featuring Darryl Worley, Craig Morgan & Jamey Johnson) – 4:18